# Ljubunčić
Ljubunčić je naseljeno mjesto u gradu Livnu, Federacija Bosne i Hercegovine, BiH.
Ljubunčić se nalazi petnaestak kilometara zapadno od Livna uz samo Livanjsko polje, na strminama planine Golije. Sastoji se od tri zaseoka: Potkraja, Gnjile i Gornjeg sela.
Za vrijeme Osmanlija bio je baština Mehmedova (mali timar) od 2000 akči (tur. ak: bijel, bijeli novac).

## Stanovništvo

### Popisi 1971. – 1991.
| Ljubunčić          |              |              |              |
| godina popisa      | 1991.        | 1981.        | 1971.        |
| Hrvati             | 698 (98,17%) | 677 (99,70%) | 748 (99,73%) |
| Muslimani          | 0            | 0            | 0            |
| Srbi               | 0            | 0            | 1 (0,13%)    |
| Jugoslaveni        | 0            | 0            | 0            |
| ostali i nepoznato | 13 (1,82%)   | 2 (0,29%)    | 1 (0,13%)    |
| ukupno             | 711          | 679          | 750          |

### Popis 2013.
| Ljubunčić          |            |
| godina popisa      | 2013.      |
| Hrvati             | 519 (100%) |
| Bošnjaci           | 0          |
| Srbi               | 0          |
| ostali i nepoznato | 0          |
| ukupno             | 519        |

## Župa Ljubunčić
Ljubunčić je sjedište istoimene župe čiji je zaštitnik Rođenje Blažene Djevice Marije.
U svom posjetu livanjskoj župi godine 1768. biskup Bogdanović je ovdje evidentirao 226 katolika, god. 1813. imala je 2870 vjernika, 1877. god. 1795 (smanjenje zbog razdiobe župe), te 1935. god. 5488. Župa je 1991. godine imala 3537 vjernika (1974. – 4650) i njihov se broj smanjivao prije svega zbog iseljavanja. Danas župa ima 2600 vjernika, a tvore je sljedeća naselja: Ljubunčić, Čelebić, Kablići (Veliki i Mali), Kovačić, Lusnić, Priluka, Prisap, Strupnić i Žirović. Župa Ljubunčić pravno je utemeljena 1802. godine.

## Šport
- HNK Graničar Ljubunčić

## Poznate osobe
- Marijan Karaula